# Mesoligia prolai
Mesoligia prolai är en fjärilsart som beskrevs av Emilio Berio 1975. Mesoligia prolai ingår i släktet Mesoligia och familjen nattflyn. Inga underarter finns listade i Catalogue of Life.